# Лама-деи-Пелиньи
Лама-деи-Пелиньи (итал. Lama dei Peligni) — коммуна в Италии, расположена в регионе Абруццо, подчиняется административному центру Кьети.
Население составляет 1485 человек, плотность населения составляет 48 чел./км². Занимает площадь 31 км². Почтовый индекс — 66010. Телефонный код — 0872.
Покровителем коммуны почитается святой Себастьян. Праздник ежегодно празднуется 20 января.